# ロベルト・マンチーニ
ロベルト・マンチーニ（Roberto Mancini, 1964年11月27日 - ）は、イタリア・アンコーナ県イェージ出身の元サッカー選手、サッカー指導者。現役時代のポジションはミッドフィールダー、フォワード。息子のフィリッポ・マンチーニも元プロサッカー選手。2023年からはサウジアラビア代表の監督を務めている。

## 経歴

### クラブ経歴
ボローニャFCのユースで育ち、1981-82シーズン、10月4日、第4節のコモ戦でセリエAデビューを果たすと初ゴールを決めるなど、リーグ戦ではシーズン9ゴールを挙げた。1982年に移籍金40億リラでUCサンプドリアへ移籍。サンプドリアではヴィアリと相性の良いプレーを見せるなど、ミスターサンプドリアと称され、ファンに愛された。
1989-90シーズン、カップウィナーズカップ決勝のアンデルレヒト戦では、ジャンルカ・ヴィアリのゴールをアシストし優勝に貢献。
1990-91シーズン、チーム史上初のスクデット獲得、イタリアのスポーツ誌 Guerin Sportivoが選ぶシーズン同シーズンの最優秀選手賞にも選ばれた。
1991-92シーズン、UEFAチャンピオンズカップでは決勝を進出をかけて行われた準決勝リーグの試合では、3試合連続ゴールを決めるなど、チームをチャンピオンズカップ決勝に進出させる原動力にもなったが、決勝ではヴィアリが度重なるチャンスにゴールを決められず延長戦の末0-1と敗れた。
1993-94シーズン、1月3日のフォッジア戦でプロ入り後初のハットトリックを達成、同シーズンには優勝を争うもACミランに競り負け2度目のセリエA優勝を逃したが、コッパ・イタリアの優勝にも貢献。
1996-97シーズン、1月5日、第15節のウディネーゼ戦でハットトリックを達成するなど15ゴールを決め、優勝争いの原動力となり、そのシーズンのSerie A Italian Footballer of the Yearを受賞した。
1997-98シーズンSSラツィオへ移籍、セリエA開幕戦8月31日のSSCナポリ戦で移籍後初ゴールを決めると、11月1日のASローマとのダービーでゴールを決めるなどすぐに活躍、カップウィナーズカップ決勝のマジョルカ戦でも先発し優勝に貢献。
1998-99シーズン、1999年1月17日のパルマ戦では、CKからバックヒールでキャリアを代表する優れたゴールを挙げた。このシーズンのリーグ戦では、10ゴールを決めるなど活躍、チームも首位を走っていたが、シーズン終盤にユベントスとの直接対決で1-3と敗れるなど、ユベントスに逆転されて優勝を逃した。1999-00シーズン、のUEFAスーパーカップ、マンチェスター・ユナイテッド戦ではマルセロ・サラスの決勝ゴールをアシストし優勝に貢献、1999-00シーズン、ベンチスタートからの途中出場することも多くなるが、自身2度目のリーグ優勝を成し遂げると同時に選手生活を引退した。引退後はスヴェン＝ゴラン・エリクソンの下で監督業を学んでいたが、2001年1月にイングランドのレスター・シティFCのオファーに応じ現役復帰を果たし4試合に出場したが、1か月で退団した。

### 代表
イタリア代表では1984年にデビュー、1988年のUEFA欧州選手権1988では全試合に出場、グループリーグ初戦の西ドイツ戦でゴールを挙げた。地元開催となった90年のワールドカップに参加するものの、出場機会は与えられず、ロベルト・バッジョの控えに甘んじた。1994年ワールドカップアメリカ大会のヨーロッパ大会予選では3ゴールを挙げたが、本大会では前回大会同様バッジョの控えとしての代表招集だったため、* 彼のプライドがこれを拒否した。クラブでの活躍がありながら代表でプレーする事は1994年3月23日のドイツ戦を最後になくなった。

## 指導者経歴
初期
スヴェン＝ゴラン・エリクソン率いるSSラツィオのアシスタントコーチとして指導者としてのキャリアをスタートさせた。
2001年2月、シーズン途中に辞任したファティ・テリムの後を受けACFフィオレンティーナの監督に就任。当時、マンチーニはクラブチームを指揮するために必要なライセンスを所持していなかった為、* 他チームのフロントや監督から「特別扱いだ」などと批判を浴びることとなった。その後、ラツィオ監督を経て2004-05シーズンよりインテル・ミラノの監督に就任。リーグ3連覇など国内では結果を残したが、チャンピオンズリーグでは豊富な戦力を擁すもののベスト8の壁を破れず、これが解任のきっかけになったとされる。
マンチェスター・シティ
2009年12月、解任されたマーク・ヒューズの後任として、プレミアリーグ・マンチェスター・シティFCの監督に就任。2010-11シーズン、FAカップ優勝、プレミアリーグ3位に導いた。2011-12シーズンでは、シーズン序盤から独走、オールド・トラッフォードでのマンチェスター・ユナイテッド戦では6対1という歴史的な大勝をあげた。シーズン後半戦は調子を落とし、首位のユナイテッドに勝ち点8差をつけられるが、最終節ホームのQPR戦でロスタイムに逆転勝利をおさめ、マンチェスター・シティに44年振り3度目、プレミアリーグ移行後は初となるシーズン優勝をもたらした。しかし、2012-13シーズンは無冠に終わり、2013年5月13日に解任された。シティを指揮している間はダビド・シルバ、ジェイムズ・ミルナー、ヤヤ・トゥーレ、エディン・ジェコ、セルヒオ・アグエロ、ガエル・クリシー、サミル・ナスリ、ハビ・ガルシア、マイコン、ジャック・ロドウェルなど次々と大金を注ぎ込みチームを大きくしてきた。
ガラタサライ
2013年9月30日、ガラタサライSKの監督に3年契約で就任。チャンピオンズリーグではレアル・マドリード、ユヴェントスFCと同居するグループに入ったが最終的にユヴェントスを押しのけ2位でグループリーグを終えベスト16進出を果たした。国内ではリーグ戦を2位で終え、テュルキエ・クパスを獲得したが、2014年6月11日に双方合意の下で契約を解除し退団した。
インテル（第2期）
2014年11月14日、7季ぶりにインテル・ミラノの監督の座に復帰。契約は2017年まで。2015-16シーズンには49年ぶりとなる開幕5連勝を達成し、首位を快走したが、シーズン中盤戦には4試合未勝利に陥るなど徐々に失速し最終的に4位でシーズンを終えた。シーズン終了後に中国企業がインテルを買収した影響もあり、2016年8月8日に双方合意の下で退任が決定した。
ゼニト・サンクトペテルブルク
2017年6月1日、ゼニト・サンクトペテルブルクの監督に就任。イタリア代表の監督への就任が取りざたされる中で、2018年5月13日に契約解除した。
イタリア代表
2018年5月14日、サッカーイタリア代表の監督就任を発表。以降、代表の31試合無敗新記録を樹立し、2021年、UEFAEURO2020（欧州選手権）では決勝でイングランドを延長PKの末に破り、同国を53年ぶりの優勝に導いた。
2022 FIFAワールドカップ・ヨーロッパ予選ではスイスとの対戦でジョルジーニョが2試合連続でPKを外したことが影響し予選リーグ2位となり、ヨーロッパ予選のプレーオフに回ることとなった。プレーオフの1回戦でサッカー北マケドニア代表に0-1と破れ、ワールドカップへの出場権を逃した。試合後、イタリア国内では一部辞任を要求する声が挙がったものの、FIGC会長のグラビーナ会長や、元イタリア代表FWアントニオ・カッサーノらが続投を希望する旨の発言をしたこともあり、敗退が決定した3日後の28日に行われたトルコ代表との親善試合を控えた前日会見では、2026年までの契約を全うすることを公表した。
2023年8月13日、2026年まで契約を残していたが、突如として代表監督を辞任した。イタリアサッカー連盟との対立が辞任の理由とされている。しかし、2023年8月27日、サウジアラビア代表監督に就任し、イタリア国内で大きく批判された。
2024年10月のワールドカップアジア最終予選で、日本代表に敗戦。試合後に日本人記者から「あなたは給料に見合う仕事をしているのか?」と失礼な質問を受け、怒りの表情を浮かべた。

## 個人成績
| シーズン  | チーム           | リーグ | リーグ | リーグ | 国内カップ戦 | 国内カップ戦 | 国内カップ戦 | 欧州カップ戦 | 欧州カップ戦 | 欧州カップ戦 | 合計 | 合計 |
| シーズン  | チーム           | リーグ | 試合   | 得点   | 大会         | 試合         | 得点         | 大会         | 試合         | 得点         | 試合 | 得点 |
| --------- | ---------------- | ------ | ------ | ------ | ------------ | ------------ | ------------ | ------------ | ------------ | ------------ | ---- | ---- |
| 1981-1982 | ボローニャ       | A      | 30     | 9      | CI           | 1            | 0            |              | -            | -            | 31   | 9    |
| 1982-1983 | サンプドリア     | A      | 22     | 4      | CI           | 5            | 1            |              | -            | -            | 27   | 5    |
| 1983-1984 | サンプドリア     | A      | 30     | 8      | CI           | 8            | 2            |              | -            | -            | 38   | 10   |
| 1984-1985 | サンプドリア     | A      | 24     | 3      | CI           | 11           | 3            |              | -            | -            | 35   | 6    |
| 1985-1986 | サンプドリア     | A      | 23     | 6      | CI           | 11           | 4            | CWC          | 4            | 2            | 38   | 12   |
| 1986-1987 | サンプドリア     | A      | 26     | 6      | CI           | 5            | 0            |              | -            | -            | 31   | 6    |
| 1987-1988 | サンプドリア     | A      | 30     | 5      | CI           | 13           | 3            |              | -            | -            | 43   | 8    |
| 1988-1989 | サンプドリア     | A      | 29     | 9      | CI           | 11           | 5            | CWC+SI       | 8            | 0            | 48   | 14   |
| 1989-1990 | サンプドリア     | A      | 31     | 11     | CI           | 3            | 2            | CWC+SI       | 10           | 2            | 44   | 15   |
| 1990-1991 | サンプドリア     | A      | 30     | 12     | CI           | 10           | 2            | CWC+ES       | 7            | 2            | 47   | 16   |
| 1991-1992 | サンプドリア     | A      | 29     | 6      | CI           | 6            | 2            | CC+SI        | 10           | 5            | 45   | 13   |
| 1992-1993 | サンプドリア     | A      | 30     | 15     | CI           | 2            | 0            |              | -            | -            | 32   | 15   |
| 1993-1994 | サンプドリア     | A      | 30     | 12     | CI           | 7            | 0            |              | -            | -            | 37   | 12   |
| 1994-1995 | サンプドリア     | A      | 31     | 9      | CI           | 2            | 1            | CWC+SI       | 5            | 2            | 38   | 12   |
| 1995-1996 | サンプドリア     | A      | 26     | 11     | CI           | 2            | 1            |              | -            | -            | 28   | 12   |
| 1996-1997 | サンプドリア     | A      | 33     | 15     | CI           | 2            | 0            |              | -            | -            | 35   | 15   |
| 1997-1998 | ラツィオ         | A      | 34     | 5      | CI           | 8            | 1            | UC           | 10           | 3            | 52   | 9    |
| 1998-1999 | ラツィオ         | A      | 33     | 10     | CI           | 6            | 2            | CWC+SI       | 8            | 0            | 47   | 12   |
| 1999-2000 | ラツィオ         | A      | 20     | 0      | CI           | 7            | 3            | UCL+ES       | 10           | 0            | 37   | 3    |
| 2001      | レスター・シティ | EPL    | 4      | 0      |              |              |              |              |              |              | 4    | 0    |
| 合計      | 合計             |        | 541    | 156    |              | 120          | 32           |              | 72           | 16           | 733  | 204  |

### 代表での成績
出典
| イタリア代表 | 国際Aマッチ | 国際Aマッチ |
| 年           | 出場        | 得点        |
| ------------ | ----------- | ----------- |
| 1984         | 2           | 0           |
| 1986         | 1           | 0           |
| 1987         | 6           | 0           |
| 1988         | 9           | 1           |
| 1989         | 1           | 0           |
| 1990         | 3           | 0           |
| 1991         | 6           | 0           |
| 1992         | 1           | 0           |
| 1993         | 6           | 3           |
| 1994         | 1           | 0           |
| 通算         | 36          | 4           |

### 代表での得点
| #  | 開催日        | 開催地                     | 対戦国     | 結果 | 大会                          |
| -- | ------------- | -------------------------- | ---------- | ---- | ----------------------------- |
| 1. | 1988年6月12日 | 西ドイツ、デュッセルドルフ | 西ドイツ   | 1–1  | UEFA欧州選手権1988            |
| 2. | 1993年3月24日 | イタリア、パレルモ         | マルタ     | 6–1  | 1994 FIFAワールドカップ・予選 |
| 3. | 1993年3月24日 | イタリア、パレルモ         | マルタ     | 6–1  | 1994 FIFAワールドカップ・予選 |
| 4. | 1993年9月22日 | エストニア、タリン         | エストニア | 3–0  | 1994 FIFAワールドカップ・予選 |

## 監督成績
| クラブ                         | 就任           | 退任          | 記録 | 記録 | 記録 | 記録 | 記録   | 記録 |
| クラブ                         | 就任           | 退任          | 試合 | 勝ち | 分け | 負け | 勝率 % |      |
| ------------------------------ | -------------- | ------------- | ---- | ---- | ---- | ---- | ------ | ---- |
| ACFフィオレンティーナ          | 2001年2月      | 2002年1月11日 | 27   | 6    | 5    | 16   | 022.22 |      |
| SSラツィオ                     | 2002年7月1日   | 2004年6月     | 102  | 49   | 32   | 21   | 048.04 |      |
| インテルナツィオナーレ・ミラノ | 2004年7月7日   | 2008年5月29日 | 227  | 140  | 61   | 26   | 061.67 |      |
| マンチェスター・シティFC       | 2009年12月19日 | 2013年5月13日 | 192  | 114  | 38   | 40   | 059.38 |      |
| ガラタサライ                   | 2013年9月30日  | 2014年6月11日 | 46   | 25   | 12   | 9    | 054.35 |      |
| インテルナツィオナーレ・ミラノ | 2014年11月14日 | 2016年8月8日  | 76   | 36   | 16   | 24   | 047.37 |      |
| FCゼニト・サンクトペテルブルク | 2017年7月1日   | 2018年5月12日 | 44   | 22   | 13   | 9    | 050.00 |      |
| サッカーイタリア代表           | 2018年5月14日  |               | 0    | 0    | 0    | 0    | —      |      |
| 合計                           | 合計           | 合計          | 727  | 399  | 186  | 142  | 054.88 |      |

## タイトル

### 選手時代

#### クラブ
サンプドリア
- セリエA : 1990-91
- コッパ・イタリア　4回（1985-86, 1987-88, 1988-89, 1993-94）
- UEFAカップウィナーズカップ : 1989-90

ラツィオ
- セリエA : 1999-00
- コッパ・イタリア　2回（1997-98, 1999-00）
- イタリア・スーパーカップ : 1998
- UEFAカップウィナーズカップ : 1998-99
- UEFAスーパーカップ : 1999

#### 個人
- セリエA年間最優秀選手賞 : 1997
- セリエAイタリア人選手賞 : 1997

### 指導者時代

#### 代表
イタリア代表
- UEFA欧州選手権（UEFA EURO） : 2021

#### クラブ
フィオレンティーナ
- コッパ・イタリア : 2000-01

ラツィオ
- コッパ・イタリア : 2003-04

インテル
- セリエA　3回（2005-06, 2006-07, 2007-08）
- コッパ・イタリア　2回（2004-05, 2005-06）
- イタリア・スーパーカップ　2回（2005, 2006）

マンチェスター・シティ
- プレミアリーグ : 2011-12
- FAカップ : 2010-11
- コミュニティ・シールド : 2012

ガラタサライSK
- テュルキエ・クパス : 2013-14

#### 個人
- プレミアリーグ月間最優秀監督：2回（2010年12月、2011年10月）